# Schafhausener Ölmühle
Die Schafhausener Ölmühle, auch bekannt als Brucher Ölmühle, war eine Wassermühle an der Jungen Wurm, in der Stadt Heinsberg im nordrhein-westfälischen Kreis Heinsberg im Regierungsbezirk Köln.

## Geographie
Die Schafhausener Ölmühle hatte ihren Standort in der Straße am Torfbruch 2, im Heinsberger Stadtteil Schafhausen. Das Grundstück, auf dem das Mühlengebäude steht, hat eine Höhe von ca. 43 m über NN. Oberhalb stand die Liecker Mühle, unterhalb ist der Standort der Schafhausener Kornmühle.

## Gewässer
Die Junge Wurm war ein weitestgehend parallel zur Wurm verlaufendes Gewässer. Die Abzweigstelle von der Wurm befand sich im Geilenkirchener Stadtteil Nirm auf einer Höhe von 54 m über NHN. Von dort floss die Junge Wurm in nordnordwestlicher Richtung durch die Ortsgebiete von Randerath, Horst, Porselen, Dremmen, Grebben, Heinsberg und Kempen, wo sie in nordöstlicher Richtung in die Rur mündet. Westlich von Kempen spaltet sich aus der Jungen Wurm an einem Teilungswehr ein „Mühlenbach“ genannter Abzweig ab, der entlang des Ortes Karken fließt und vor der Wolfhager Mühle sich mit dem Schaafbach vereinigt. Wenige Kilometer später mündet dieses Gewässer nach der Überquerung der deutsch-niederländischen Grenze südlich von Vlodrop auf einer Höhe von 29 m über NHN ebenfalls in die Rur. In den 1940er-Jahren wurde die Junge Wurm im südlichen Verlauf verfüllt und im nördlichen Bereich begradigt und verlegt, was die endgültige Stilllegung der meisten der rund 15 Mühlen entlang des Mühlenkanals zur Folge hatte.

## Geschichte
Die Schafhausener Ölmühle aus dem 15. Jahrhundert lag am Schafhausener Bruch. Im 18. Jahrhundert war an den Landesherren eine jährliche Pacht in Höhe von 40 Quart (etwa 46 Liter) Öl zu entrichten. In den letzten Jahren ihres Daseins diente die Mühle auch als Mahlmühle. Zeugen dieser Epoche befinden sich Vorgarten des Wohnhauses und vor den Wirtschaftsgebäuden. Um 1920 wurde der Mühlenbetrieb eingestellt.

## Galerie

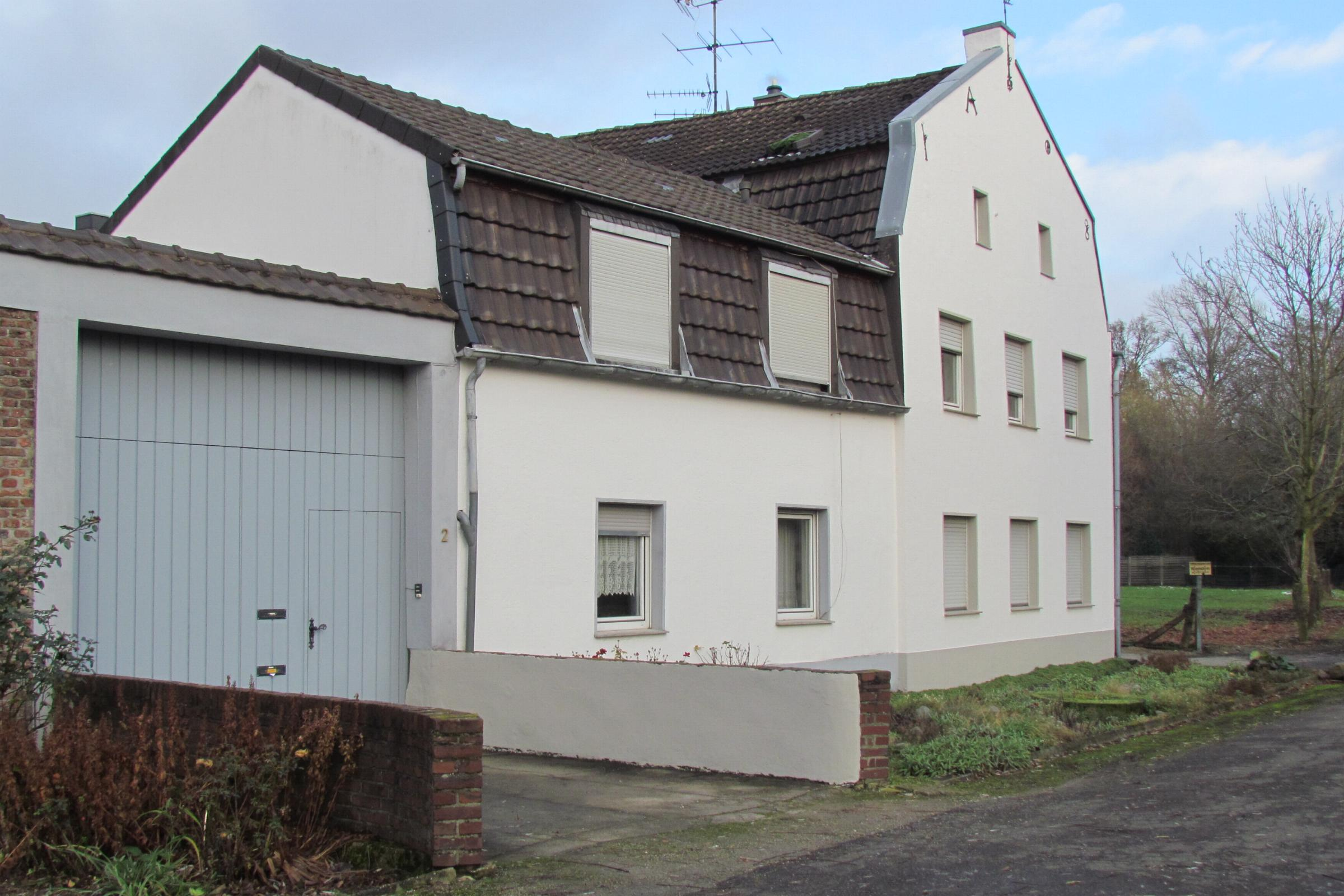
Wohnhaus der Schafhausener Ölmühle
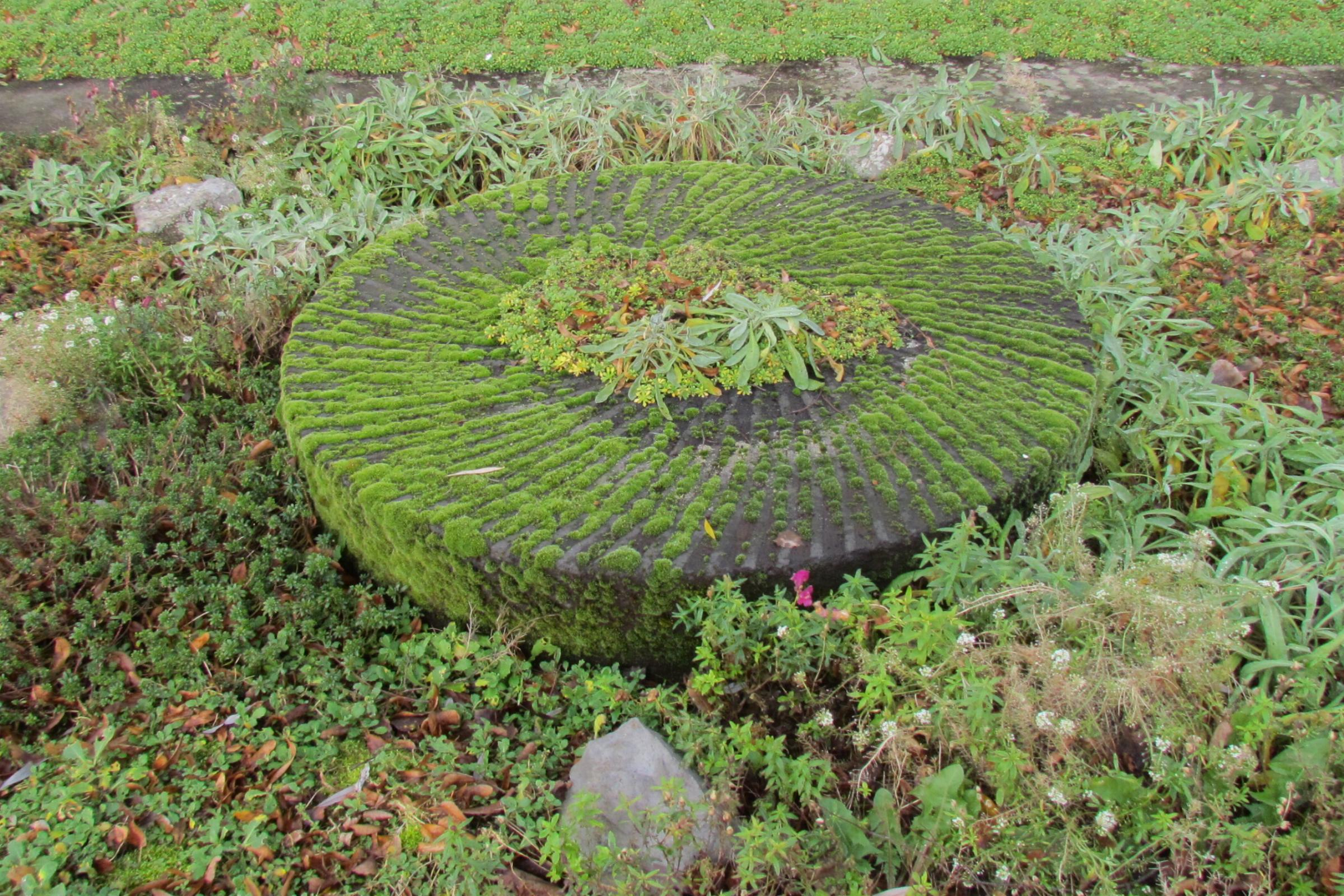
Alter Mahlstein im Vorgarten
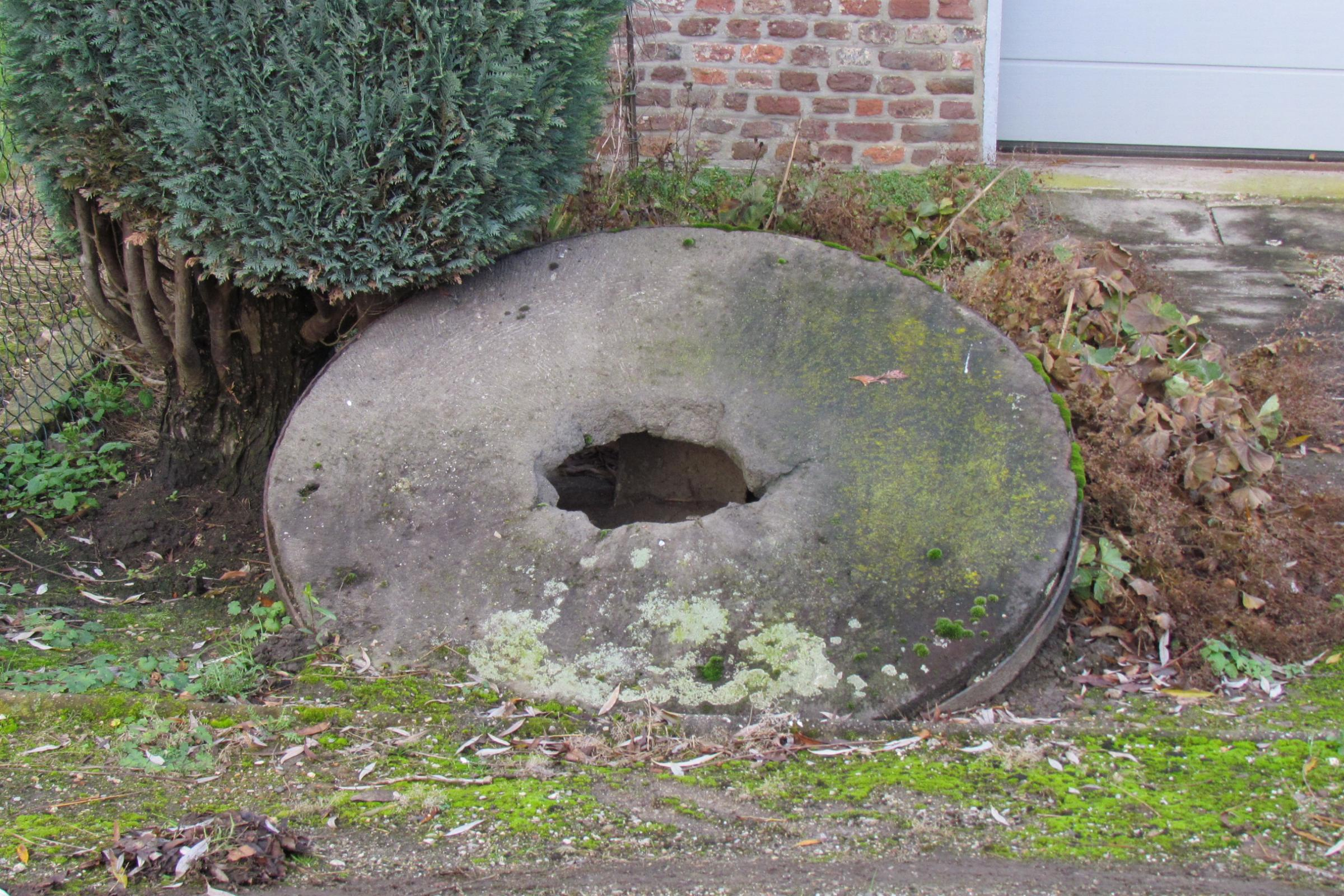
Zeitzeuge aus Alter Zeit an der Schafhausener Ölmühle
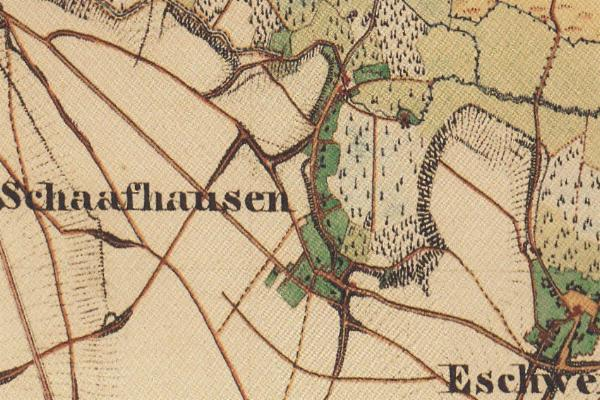
Schafhausener Ölmühle auf der Uraufnahme von 1843
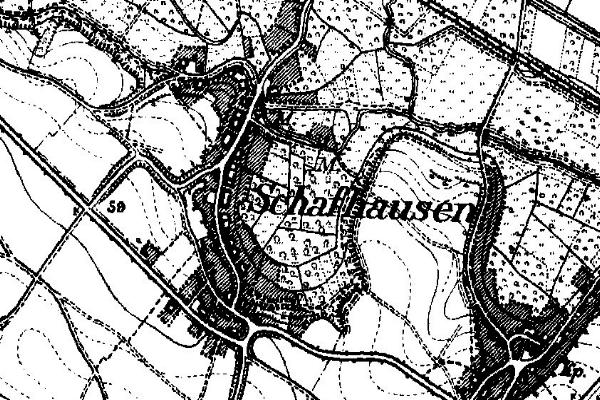
Schafhausener Ölmühle auf der Neuaufnahme von 1893
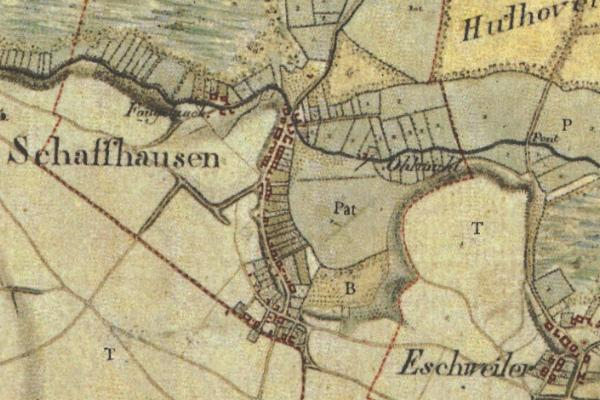
Schafhausener Ölmühle auf der Tranchotkarte 1806/1807

→ Siehe auch Liste von Mühlen an der Wurm und ihren Zuflüssen